# Upper Gravenhurst
Upper Gravenhurst är en by i civil parish Gravenhurst, i distriktet Central Bedfordshire, i grevskapet Bedfordshire i England. Byn är belägen 15 km från Bedford. Upper Gravenhurst var en civil parish fram till 1888 när blev den en del av Gravenhurst. Civil parish hade 354 invånare år 1881.